# Ponorac (Orahovac)
Pour les articles homonymes, voir Ponorac.
Panorc en albanais et Ponorac en serbe latin (en serbe cyrillique : Понорац) est une localité du Kosovo située dans la commune/municipalité de Rahovec/Orahovac et dans le district de Prizren/Prizren. Selon le recensement kosovar de 2011, elle compte 997 habitants, tous albanais.
Selon le découpage administratif du Kosovo, la localité fait partie de la commune/municipalité de Malishevë/Mališevo. En 2011, le village de Rudë, autrefois rattaché à Panorc/Ponorac, a été recensé comme une entité à part entière ; il comptait 535 habitants, tous albanais,.

## Démographie

### Évolution historique de la population dans la localité
| 1948 | 1953 | 1961 | 1971 | 1981 | 1991  | 2011 |
| ---- | ---- | ---- | ---- | ---- | ----- | ---- |
| 591  | 627  | 646  | 767  | 996  | 1 300 | 997  |

|  |